# Liga ASOBAL
La Liga ASOBAL maschile è il massimo campionato spagnolo di pallamano maschile.
Organizzato dalla omonima lega spagnola posta sotto la RFEBM (federazione spagnola di pallamano), esso si svolge dalla stagione 1951-52 e da allora si è sempre svolto senza interruzioni. Prima del 1990 il torneo era denominato Primera División. A partire dalla stagione 1990-91 il campionato ha assunto la denominazione di Liga ASOBAL con la creazione della lega omonima e viene svolta in un girone unico, la cui prima classificata al termine della stagione viene automaticamente proclamata campione.
Al di sotto della Liga ASOBAL si trovano la División de Honor Plata, che rappresenta il campionato di secondo livello ed al quale partecipano 12 squadre e la Primera División Nacional, suddivisa in quattro giorni da 14 club ciascuno; tutti questi campionati sono a carattere nazionale. Al di sotto di essi vi sono i vari livelli regionali.
La vittoria nel campionato dà al club vincitore il titolo di campione di Spagna per la stagione successiva; a tutto il 2025 la squadra ad avere vinto più titoli è l'FC Barcellonal con 32 titoli. A tutto il 2025 le edizioni del torneo disputate sono 74.

## Formula

### Stagione regolare
Il campionato si svolge tra 16 che si affrontano con la formula del girone all'italiana con partite di andata e ritorno.
Per ogni incontro i punti assegnati in classifica sono così determinati:
- due punti per la squadra che vinca l'incontro;
- un punto per entrambe le squadre che pareggino l'incontro;
- zero punti per la squadra che perda l'incontro.

### Verdetti
Al termine del torneo, a seconda del piazzamento delle squadre in classifica, vengono emessi i seguenti verdetti:
- 1ª classificata: viene proclamata campione di Spagna ed acquisisce il diritto a partecipare alla fase a gironi della EHF Champions League;
- 2ª classificata: acquisisce il diritto a partecipare alla fase a gironi della EHF European League;
- 3ª classificata: acquisisce il diritto a partecipare alla fase a gironi della EHF European League;
- 4ª classificata: acquisisce il diritto a partecipare alla fase a gironi della EHF European League;
- 14ª classificata: disputa i playout contro la terza classificata in División de Honor Plata;
- 15ª classificata: retrocede in División de Honor Plata;
- 16ª classificata: retrocede in División de Honor Plata.

## Statistiche

### Albo d'oro
| Edizione    | Vincitore        | N° Titolo  | 2º classificato  | Note |
| ----------- | ---------------- | ---------- | ---------------- | ---- |
| 1951 - 1952 | Atlético Madrid  | 1º titolo  |                  |      |
| 1952 - 1953 | BM Real Madrid   | 1º titolo  |                  |      |
| 1953 - 1954 | Atlético Madrid  | 2º titolo  | Barcellona       |      |
| 1954 - 1955 | CE Sabadell      | 1º titolo  | Granollers       |      |
| 1955 - 1956 | Granollers       | 1º titolo  |                  |      |
| 1956 - 1957 | Granollers       | 2º titolo  | CE Sabadell      |      |
| 1957 - 1958 | Granollers       | 3º titolo  | Barcellona       |      |
| 1958 - 1959 | Granollers       | 4º titolo  | Atlético Madrid  |      |
| 1959 - 1960 | Granollers       | 5º titolo  | Calpisa Alicante |      |
| 1960 - 1961 | Granollers       | 6º titolo  | Atlético Madrid  |      |
| 1961 - 1962 | Atlético Madrid  | 3º titolo  | Granollers       |      |
| 1962 - 1963 | Atlético Madrid  | 4º titolo  | Granollers       |      |
| 1963 - 1964 | Atlético Madrid  | 5º titolo  |                  |      |
| 1964 - 1965 | Atlético Madrid  | 6º titolo  |                  |      |
| 1965 - 1966 | Granollers       | 7º titolo  | Atlético Madrid  |      |
| 1966 - 1967 | Granollers       | 8º titolo  | Atlético Madrid  |      |
| 1967 - 1968 | Granollers       | 9º titolo  | Barcellona       |      |
| 1968 - 1969 | Barcellona       | 1º titolo  | Puerto Sagunto   |      |
| 1969 - 1970 | Granollers       | 10º titolo | Atlético Madrid  |      |
| 1970 - 1971 | Granollers       | 11º titolo | Barcellona       |      |
| 1971 - 1972 | Granollers       | 12º titolo | Atlético Madrid  |      |
| 1972 - 1973 | Barcellona       | 2º titolo  |                  |      |
| 1973 - 1974 | Granollers       | 13º titolo | Atlético Madrid  |      |
| 1974 - 1975 | Calpisa Alicante | 1º titolo  | Barcellona       |      |
| 1975 - 1976 | Calpisa Alicante | 2º titolo  | Atlético Madrid  |      |
| 1976 - 1977 | Calpisa Alicante | 3º titolo  | Atlético Madrid  |      |
| 1977 - 1978 | Calpisa Alicante | 4º titolo  | Atlético Madrid  |      |
| 1978 - 1979 | Atlético Madrid  | 7º titolo  | Calpisa Alicante |      |
| 1979 - 1980 | Barcellona       | 3º titolo  | Calpisa Alicante |      |
| 1980 - 1981 | Atlético Madrid  | 8º titolo  | Barcellona       |      |
| 1981 - 1982 | Barcellona       | 4º titolo  | Atlético Madrid  |      |
| 1982 - 1983 | Atlético Madrid  | 9º titolo  | Barcellona       |      |
| 1983 - 1984 | Atlético Madrid  | 10º titolo | Barcellona       |      |
| 1984 - 1985 | Atlético Madrid  | 11º titolo | Barcellona       |      |
| 1985 - 1986 | Barcellona       | 5º titolo  | Atlético Madrid  |      |
| 1986 - 1987 | Bidasoa Irun     | 1º titolo  | Barcellona       |      |
| 1987 - 1988 | Barcellona       | 6º titolo  | Cajamadrid       |      |
| 1988 - 1989 | Barcellona       | 7º titolo  | Cantabria        |      |
| 1989 - 1990 | Barcellona       | 8º titolo  | Cantabria        |      |
| 1990 - 1991 | Barcellona       | 9º titolo  | Cantabria        |      |
| 1991 - 1992 | Barcellona       | 10º titolo | Granollers       |      |
| 1992 - 1993 | Cantabria        | 1º titolo  | Granollers       |      |
| 1993 - 1994 | Cantabria        | 2º titolo  | Bidasoa Irun     |      |
| 1994 - 1995 | Bidasoa Irun     | 2º titolo  | Barcellona       |      |
| 1995 - 1996 | Barcellona       | 11º titolo | Cantabria        |      |
| 1996 - 1997 | Barcellona       | 12º titolo | Ademar León      |      |
| 1997 - 1998 | Barcellona       | 13º titolo | San Antonio      |      |
| 1998 - 1999 | Barcellona       | 14º titolo | Ademar León      |      |
| 1999 - 2000 | Barcellona       | 15º titolo | San Antonio      |      |
| 2000 - 2001 | Ademar León      | 1º titolo  | Barcellona       |      |
| 2001 - 2002 | San Antonio      | 1º titolo  | Barcellona       |      |
| 2002 - 2003 | Barcellona       | 16º titolo | Ciudad Real      |      |
| 2003 - 2004 | Ciudad Real      | 1º titolo  | Barcellona       |      |
| 2004 - 2005 | San Antonio      | 2º titolo  | Ciudad Real      |      |
| 2005 - 2006 | Barcellona       | 17º titolo | Ciudad Real      |      |
| 2006 - 2007 | Ciudad Real      | 2º titolo  | San Antonio      |      |
| 2007 - 2008 | Ciudad Real      | 3º titolo  | Barcellona       |      |
| 2008 - 2009 | Ciudad Real      | 4º titolo  | Barcellona       |      |
| 2009 - 2010 | Ciudad Real      | 5º titolo  | Barcellona       |      |
| 2010 - 2011 | Barcellona       | 18º titolo | Ciudad Real      |      |
| 2011 - 2012 | Barcellona       | 19º titolo | Atlético Madrid  |      |
| 2012 - 2013 | Barcellona       | 20º titolo | Atlético Madrid  |      |
| 2013 - 2014 | Barcellona       | 21º titolo | Ademar León      |      |
| 2014 - 2015 | Barcellona       | 22º titolo | Logroño          |      |
| 2015 - 2016 | Barcellona       | 23º titolo | Logroño          |      |
| 2016 - 2017 | Barcellona       | 24º titolo | Ademar León      |      |
| 2017 - 2018 | Barcellona       | 25º titolo | Ademar León      |      |
| 2018 - 2019 | Barcellona       | 26º titolo | Bidasoa Irun     |      |
| 2019 - 2020 | Barcellona       | 27º titolo | Ademar León      |      |
| 2020 - 2021 | Barcellona       | 28º titolo | Bidasoa Irun     |      |
| 2021 - 2022 | Barcellona       | 29º titolo | Granollers       |      |
| 2022 - 2023 | Barcellona       | 30º titolo | Cuenca           |      |
| 2023 - 2024 | Barcellona       | 31º titolo | Bidasoa Irun     |      |
| 2024 - 2025 | Barcellona       | 32º titolo | Granollers       |      |

### Riepilogo vittorie per club
| Numero | Club             | Anni |
| ------ | ---------------- | --- |
| 32     | Barcellona       | 1968-69, 1972-73, 1979-80, 1981-82, 1985-86, 1987-88, 1988-89, 1989-90, 1990-91, 1991-92 1995-96, 1996-97, 1997-98, 1998-99, 1999-00, 2002-03, 2005-06, 2010-11, 2011-12, 2012-13 2013-14, 2014-15, 2015-16, 2016-17, 2017-18, 2018-19, 2019-20, 2020-21, 2021-22, 2022-23, 2023-24, 2024-25 |
| 13     | Granollers       | 1955-56, 1956-57, 1957-58, 1958-59, 1959-60, 1960-61, 1965-66, 1966-67, 1967-68, 1969-70 1970-71, 1971-72, 1973-74 |
| 11     | Atlético Madrid  | 1951-52, 1953-54, 1961-62, 1962-63, 1963-64, 1964-65, 1978-79, 1980-81, 1982-83, 1983-84 1984-85 |
| 5      | Ciudad Real      | 2003-04, 2006-07, 2007-08, 2008-09, 2009-10 |
| 4      | Calpisa Alicante | 1974-75, 1975-76, 1976-77, 1977-78 |
| 2      | San Antonio      | 2001-02, 2004-05 |
| 2      | Bidasoa Irun     | 1986-87, 1994-95 |
| 2      | Cantabria        | 1992-93, 1993-94 |
| 1      | Ademar León      | 2000-01 |
| 1      | CE Sabadell      | 1954-55 |
| 1      | BM Real Madrid   | 1952-53 |